# Конница скачет
«Ко́нница ска́чет» — чёрно-белый немой фильм режиссёра Николая Береснёва, снятый в 1929 году на студии «Совкино».
Экранизация повести Николая Тихонова «Военные кони».

## Сюжет
Действие героико-приключенческой ленты происходит в годы гражданской войны в России. Есаулу Гречу с группой белогвардейцев, поручено взорвать мост, обеспечивающий связь между тылом красных и фронтом. Но один из охраняющих мост красноармеец Андрей Выкса, успевает за считанные минуты до теракта раскрыть подготовленную белыми диверсию, и сбросить в воду адский механизм. Мост и готовившийся пройти по нему бронепоезд были спасены, а красная конница бросилась в погоню за диверсантами.
Фильм не сохранился.

## В ролях
- Николай Кутузов — Греч, есаул, белый разведчик
- Юрий Лаптев — красноармеец Андрей Выкса
- Казимир Семенович — Линард Брегис
- Урсула Круг — мать Линарда
- Николай Мичурин — Ян Падура, трактирщик и церковный староста
- Виктор Яблонский — прапорщик

## Восприятие
Фильм вызвал неоднозначную реакцию критиков:
Константин Фельдман в газете «Вечерняя Москва» (позднее статья была перепечатана журналом «Смена») весьма благосклонно оценил фильм сразу после его выхода на экраны. Фельдман сравнивал постановку с продукцией знаменитого в то время своими спецэффектами немецкого режиссёра Гарри Пиля, отмечая бо́льшее по его мнению мастерство Береснёва. Автор также замечал, что подобное мнение разделяла молодая публика, оказавшая картине восторженный приём.
Автор газеты «Известия» Н. Волков был более осторожен в своих оценках. Он отмечал с одной стороны искусность режиссуры, но при этом указывал, что «вместо установки на жизненность и реальность, […] акцент был сделан на занимательности и внешней динамичности».
Менее комплиментарным оказался отзыв Даниила Рафаловича в журнале «Жизнь искусства», отмечавший подражание фильма «западным штампам, механическое усвоение чуждых приёмов», что привело к «снижению социальной ценности идеи, к подмене её чисто внешней занимательностью сюжета». Впрочем, в той же рецензии автор подвергал жёсткой критике фильм Дзиги Вертова «Человек с киноаппаратом», признанный в дальнейшем классикой кинематографа и названный в 2014 году критиками британского журнала Sight & Sound «величайшим документальным фильмом всех времён».

## Примечения
1. 1 2 3  Конница скачет // Советские художественные фильмы. Аннотированный каталог / Под редакцией А. В. Мачерета. — Москва: Искусство, 1961. — Т. 1. Немые фильмы (1918—1935). — С. 329. — 528 с.
2. ↑  К. Фельдман. «Конница скачет» // Смена. — 1929. — Сентябрь (№ 18 (138)). — С. 13. Архивировано 3 сентября 2024 года.
3. ↑  К. Фельдман. Открылся первый комсомольский театр. «Конница скачет» // Вечерняя Москва : газета. — 1929. — 3 сентября (№ 202). — С. 3. Архивировано 4 сентября 2024 года.
4. ↑  Н. Волков. Советские фильмы (кинообзор) // Известия : газета. — 1929. — 18 ноября (№ 268 (3804)). — С. 5.
5. ↑  Дан. Рафалович. Экран за лето // Жизнь искусства. — 1929. — 6 октября (№ 40). — С. 6. Архивировано 2 сентября 2024 года.
6. ↑  Brian Winston, Jonathan Rosenbaum, Adam Nayman, Philip French, Nicolas Rapold, Rachael Rakes. The Greatest Documentaries of All Time (англ.). Sight & Sound (сентябрь 2014). Дата обращения: 1 августа 2014. Архивировано 26 января 2017 года.